# Коломбароне (Пезаро и Урбино)
Коломбароне је насеље у Италији у округу Пезаро и Урбино, региону Марке.
Према процени из 2011. у насељу је живело 656 становника. Насеље се налази на надморској висини од 29 м.